# 賓諾·古登堡
賓諾·古登堡（德語：Beno Gutenberg，1889年6月4日—1960年1月25日）是一位對地球物理學有許多重大貢獻的美籍德國地震學家。他和加州理工學院的查爾斯·法蘭西斯·芮克特共同發展了量測地震規模的黎克特制地震震級。

## 生平

### 早年生活
古登堡生於德國達姆施塔特，並於1911年在哥廷根大學獲得物理學博士學位，博士指導教授是埃米爾·維舍特。第一次世界大戰期間古登堡是任職於德國陸軍的氣象學家以進行毒氣戰相關研究。古登堡曾在斯特拉斯堡大学任教，直到1918年史特拉斯堡被法國占領為止。之後古登堡曾經營他父親的肥皂工廠數年，在1926年獲得薪水微薄的法蘭克福大學教職。

### 發展受挫
雖然古登堡在1920年代已是德國和世界知名的地震學家，他的生活主要仍依靠在他父親肥皂工廠的職位，並且在空閒時間做業餘研究。1928年他意圖在哥廷根繼承他的博士指導教授的學術職位失敗，這次事件被暗示是因為古登堡的猶太人血統，而1920年代德國各大學已有強烈的反猶太傾向。類似的情況也發生在他在波茨坦無法接任古斯塔夫·安根海斯特的教授職位。

### 前往美國
古登堡因為他的猶太人身分而難以維持在德國的科學研究，因此1930年時他接受了美國加州理工學院地球物理學教授職位，並在地震學實驗室從卡內基科學研究所搬遷往加州理工學院期間擔任主任。雖然他在德國仍保有教授職位，但在1933年納粹黨上台後他失去了德國的教授職，並有至少30名猶太科學家在古登堡的幫助下移民美國。
古登堡和他在加州理工學院地震學實驗室的同事，尤其是查爾斯·法蘭西斯·芮克特讓該實驗室成為居世界地震研究領導地位的機構。他也和芮克特共同發展了地震規模和能量之間的關係，並以以下關係式表示：
{\displaystyle \!\ \log E(s)=11.8+1.5M}
公式中 {\displaystyle E(s)} 代表來自地震波的能量，單位是爾格。另一個著名的研究成果就是古登堡－芮克特法則，該法則提供了特定能量地震的機率分布。
他同時也確認了地函和地核的邊界（古氏不連續面）和其他地球內部結構資訊。
1952年古登堡獲得比利時皇家科學與藝術學院的夏爾·拉格朗日獎（Prix Charles Lagrange） （页面存档备份，存于）。古登堡在加州理工學院擔任地震學實驗室主任直到1957年由法蘭克·普萊斯取代為止。

## 延伸閱讀
- Gutenberg, B, , Science 131 (3405), 1960, 131 (3405): 959–9651960 Apr 1, Bibcode:1960Sci...131..959G, PMID 17756389, doi:10.1126/science.131.3405.959
- Buwalda, JP; Gutenberg, B, , Science 81 (2103), 1935, 81 (2103): 384–3861935 Apr 19, Bibcode:1935Sci....81..384B, PMID 17769434, doi:10.1126/science.81.2103.384

## 外部連結
- Biography at the American Geophysical Union website （页面存档备份，存于）
- Biography at the European Geosciences Union website[永久]
- Leon Knopoff on Gutenberg, National Academy of Science （页面存档备份，存于）
- Hertha Gutenberg Oral History, Caltech Archives （页面存档备份，存于）
- Biography of Beno Gutenberg by Leon Knopoff at Biographical Memoirs of the National Academy of Sciences, vol. 76 (1999) （页面存档备份，存于）